# Red Velvet – Irene & Seulgi
Red Velvet – Irene & Seulgi, (korejsky: 레드벨벳-아이린&슬기, stylizováno jako Red Velvet – IRENE & SEULGI) je podskupina jihokorejské skupiny Red Velvet. Skládá se z členek Irene a Seulgi. Duo debutovalo 6. července 2020 s EP Monster.

## Historie

### 2020: Formace, debut a Monster
21. dubna 2020 společnost SM Entertainment odhalila, že Irene a Seulgi vytvoří první podskupinu Red Velvet. Ve stejný den bylo oznámeno, že duo vydá první EP v červnu. Jeho vydání bylo později odloženo s odůvodněním, že album potřebuje další produkci, aby bylo dosaženo vyšší kvality hudby.
Ještě před debutem jako členky skupiny Red Velvet duo jako součást SR14G (SM Rookies 2014 Girls) předvedlo coververzi písně „Be Natural“, která je původně od skupiny S.E.S. Jejich coververze byla veřejností a Lee Soo-manem dobře přijata, což nakonec vedlo k vytvoření jejich podskupiny. Měly také několik dobře přijatých společných vystoupení během SM Town Live Special Stages.
6. července vydaly Red Velvet – Irene & Seulgi debutové EP Monster, které obsahovalo šest skladeb, včetně singlů „Monster“ a „Naughty“.

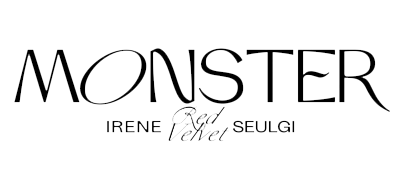
Logo singlu Monster

S vydáním debutového alba se v roce 2020 staly nejprodávanější dívčí podskupinou v Jižní Koreji. Duo debutovalo 10. července 2020 na Music Bank. Od 8. července do 8. září hrálo duo také ve své vlastní reality show, spin-off projektu Level Up! jejich skupiny. Dne 18. srpna 2020, Irene & Seulgi vystoupily na TIME100 Talks, sérii živých akcí, kde globální lídři hovoří o inovativních řešeních naléhavých globálních problémů a podporují interdisciplinární akce mezi zúčastněnými stranami. Před představením „Monster“ také nabídli zprávu o uznání a podpoře frontlinerům během pandemie covidu-19.

### 2025–současnost:Tilt
V roce 2025 společnost SM Entertainment potvrdila, že duo vydá nové EP v květnu téhož roku. 14. dubna oznámily své první asijské turné s názvem Balance, které začne 14. června v Soulu. 7. května SM Entertainment oznámila, že druhé EP dua s názvem Tilt vyjde 26. května, společně s vedoucím singlem stejného jména.

## Členky
- Irene – vokalistka, tanečnice, vizuál
- Seulgi – tanečnice, vokalistka, maknae

## Diskografie

### EP
| Název   | Datum vydání     | Vydavatel                             | Prodeje                  | Reference |
| ------- | ---------------- | ------------------------------------- | ------------------------ | --------- |
| Monster | 6. července 2020 | SM Entertainment, Dreamus             | 267 743 (v Jižní Koreji) | [ 11 ]    |
| Tilt    | 26. května 2025  | SM Entertainment, Kakao Entertainment | 188 094 (v Jižní Koreji) | [ 13 ]    |

## Videografie

### Hudební videa
| Název     | Rok vydání | Režisér        | Reference |
| --------- | ---------- | -------------- | --------- |
| „Monster“ | 2020       | Kim Ja-kyeong  | [ 14 ]    |
| „Naughty“ | 2020       | Shim Jae-young | [ 15 ]    |
| „Tilt“    | 2025       | neznámé        | [ 16 ]    |